# Hermandad de Campoo de Suso
Hermandad de Campoo de Suso – gmina w Hiszpanii, w prowincji Kantabria, w Kantabrii, o powierzchni 222,65 km². W 2011 roku gmina liczyła 1756 mieszkańców.